# Notitia provinciarum et civitatum Galliae

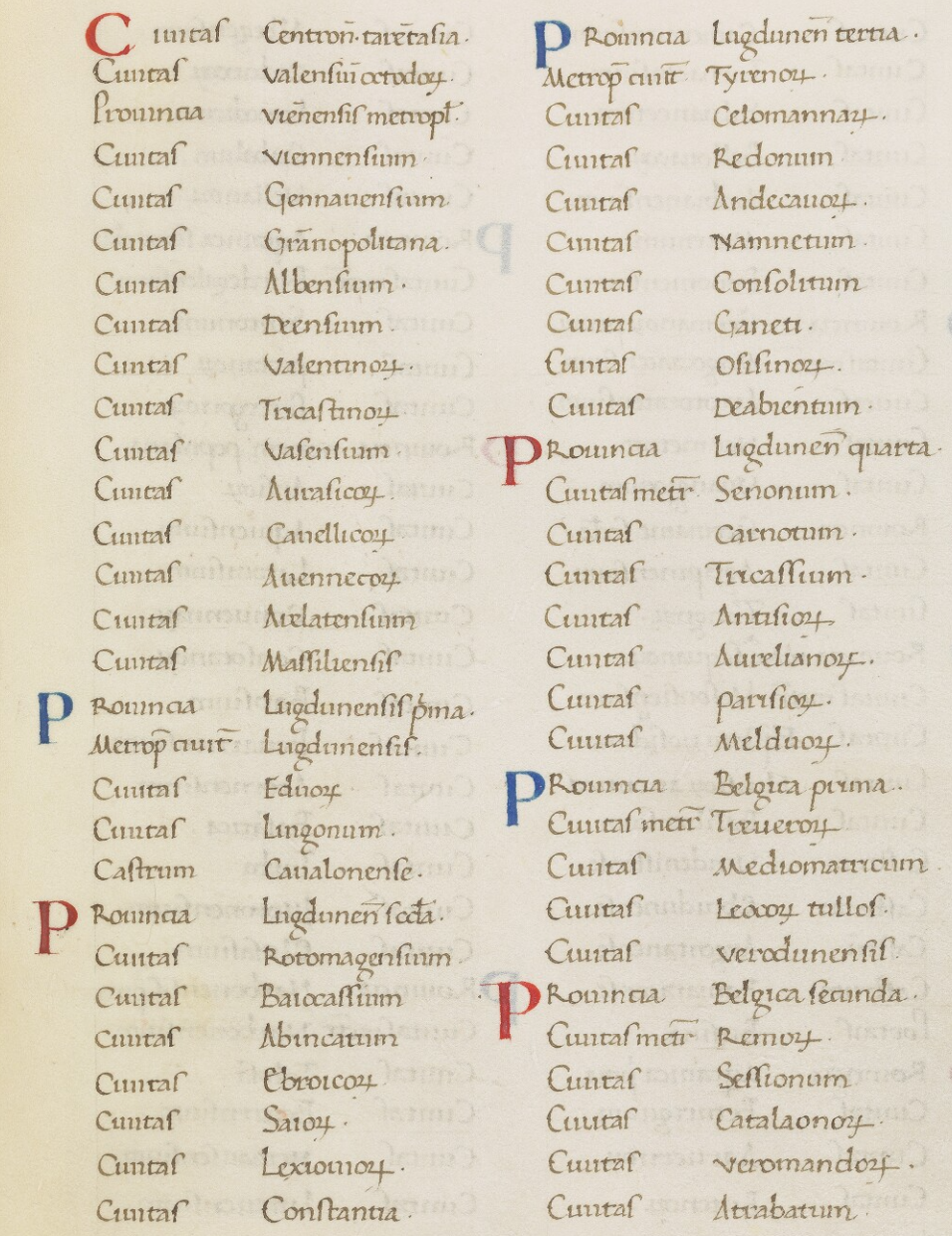
Début du "Noticia Galliarum" dans une copie réalisée par Ciriaco d'Ancône pour l'évêque Pietro Donato, à partir d'un original carolingien, lors du concile de Bâle en 1436.

La Notitia provinciarum et civitatum Galliae (en français : « Registre des provinces et cités de la Gaule »), souvent abrégée en Noticia Galliarum, est une liste, compilée à la fin du IVe siècle et au début du Ve siècle, des dix-sept provinces de la Gaule avec cent quinze civitates, sept castra et un portus.
Plus de cent manuscrits, parfois interpolés, attestent de son importance au Moyen Âge.
Les Fausses décrétales attribuaient la Notitia à Anaclet.

## Origine
L'origine de la Notitia est débattue. D'après Theodor Mommsen, il s'agirait d'un document d'origine ecclésiastique, reproduisant la distribution des sièges épiscopaux entre les provinces de la Gaule. 
Louis Duchesne s'opposa à l'interprétation de Mommsen. En 1942, Santo Mazzarino formule de nouvelles objections : pour lui, la Notitia ne correspond pas à l'organisation de l'Église, ni avant ni après le concile de Turin ; c'est un laterculus civil (liste publiée de personnes ou de lieux), composé entre 383 et 389. Les objections à l'interprétation de Mommsen ont été reprises par Denis van Berchem, en 1955, et par Arnold Hugh Martin Jones, en 1964. 
En 1976, Albert Lionel Frederick Rivet a repris l'interprétation de Mommsen, mais a été contredit, en 1978, par Jill Harries.

## Manuscrits
La Notitia figure grand nombre de manuscrits qui sont, pour la plupart, des collections canoniques[C'est-à-dire ?].
Les plus anciens d'entre eux sont conservés dans deux codex : le Parisinus Latinus 12097, daté du VIe siècle, et le Coloniensis 212, daté du VIIe siècle.

## Éditions

### Première édition
L'editio princeps de la Notitia, par Jacques Sirmond, est parue à Paris, en 1629, dans le premier volume des Concilia antiqua Galliae, sous le titre Notitia provinciarum et civitatum Galliae, Honorii Augusti, ut videtur, temporibus condita, cum Gallias et septem provincias distingui mos erat.

### Éditions de référence
- (la) Notitia Galliarum, dans Otto Seeck, Notitia dignitatum : accedunt notitia urbis Constantinopilitanae et laterculi provinciarum, Berlin, Weidmann, 1876, pp. 261-274, en ligne sur archive.org
- (la) Notitia Galliarum, dans Theodor Mommsen (dir.), Monumenta Germaniae Historica (MGH), Scriptores, Auctores antiquissimi, IX : Chronica minora saec. IV. V. VI. VII., Berlin, Weidmann, 1892, pp. 552-612, en ligne sur www.dmgh.de